# سیارک ۲۱۷۷۶
سیارک ۲۱۷۷۶ (به انگلیسی: 21776 Kryszczynska، نامگذاری:1999RE221) بیست و یک هزار و هفتصد و هفتاد و ششمین سیارک کشف شده‌است که در ۵ سپتامبر ۱۹۹۹ کشف شد.
قدر مطلق سیارک برابر ۱۴.۱ است.